# Bonatea indecisa
Bonatea indecisa là một loài bướm đêm trong họ Geometridae.